# Грицак Євген Михайлович
Грицак Євген Михайлович (5 січня 1890, с. Пиратин, нині Радехівського району Львівської області — 23 жовтня 1944, Словаччина) — український педагог, мовознавець, публіцист.

Батько Павла та Петра Грицаків.

## Життєпис
Закінчив Тернопільську українську гімназію (1908). Навчався у Львівському та Краківському університетах.
Професор українських гімназій у Перемишлі (1922—1939) та Ярославі (1940—1944). Протягом 1915—1920 — вчителював у Миргороді, Києві; співпрацював з Термінологічною комісією ВУАН; у 1920—1922 — директор гімназії села Могильна Гайсинського повіту Подільської губернії (тепер село Могильне Гайворонського району Кіровоградської області).
У 1940—1943 роках — професор і доктор Української державної гімназії у Ярославі. Викладав українську і латинську мови, пропедевтику, завідував гімназійною бібліотекою, був керівником літературно-наукового гуртка.
Пропав за нез'ясованих обставин у таборі для переміщених осіб Оремлаз, де був заарештований більшовицькими партизанами. Одна із версій загибелі: Євгена Грицака застрелив місцевий партизан-комуніст 23 жовтня 1944. Місце поховання невідоме.

## Праці
Автор праць з діалектології, термінознавства, ономастики, словотвору, культури мови, лінгводидактики:
- «Говірка с. Могильної Гайсинського повіту на Поділлі» (1930),
- «Народна великодня термінологія» (1934),
- «Мова Олександра Духновича»,
- «Скорочення і скорочені слова в українській мові»,
- «Топографічні назви села Сушиці Рикової у Старосамбірщині»,
- «Українські назви місцевий Перемиської єпархії сто літ тому» (всі чотири — 1937),
- «Вплив церкви й релігії на українську мову (Студія з ділянки української лексикографії)»,
- «Лексика села Суши-ці Рикової у Старосамбірщині», «Статистика наголосів в українській мові» (всі три — 1938) та ін.
- Грицак Є. М. З історії книжкового руху на Великій Україні (1917—1922) / Євген Грицак. — Львів: Накладом авт., 1923. — 20 с. [Архівовано 2 березня 2019 у Wayback Machine.]
- Грицак Є. Неологізми в сучасній українській літературній мові. — Варшава-Жовква : Бібліотека Рідної Мови, 1936. — 65 с.
- Грицак Є. Великий педагог і громадянин: у 25 річчя смерти Г. Цеглинського / Євген Грицак. — Львів: Накладом Філії Т-ва «Учител. Громада» в Перемишлі, 1936. — 16 с. [Архівовано 4 серпня 2020 у Wayback Machine.]
- Грицак Є. Перегляд головних зразків відмін і речень української мови / Євген Грицак. — Краків ; Львів: Укр. вид-во, 1944. — 32 с. [Архівовано 4 серпня 2020 у Wayback Machine.]

Разом з Костем Кисілевським уклав «Українсько-польський і польсько-український словник» (т. 1—2, 1930—1931, 1990).
Грицак досліджував творчість Горація, Тараса Шевченка, Миколи Устияновича, Маркіяна Шашкевича, Григорія Цеглинського, Петра Карманського; вивчав історію української церкви, календарні обряди, фольклор Перемищини.